# New Regency Productions
New Regency Productions es una productora audiovisual, subsidiaria de Regency Enterprises, fundada en 1991 por Arnon Milchan. Sus instalaciones están en los terrenos de 20th Century Fox, empresa que, desde 1998, sirve como distribuidora de las producciones de New Regency, tarea que anteriormente estaba a cargo de Warner Bros. New Regency produce principalmente películas. Entre ellas se encuentran:
- El cielo y la tierra (1993).
- Seis grados de separación (1993).
- Natural Born Killers (1994).
- Bogus (1996).
- L. A. Confidential (1997).
- Fight Club (1999).
- High Crimes (2002).
- Life or Something Like It (2002).
- Daredevil (2003).
- First Daughter (2004).
- The Girl Next Door (2004).
- Elektra (2005).
- Sr. y Sra. Smith (2005).
- Stay (2005).
- Big Momma's House 2 (2006).
- Date Movie (2006).
- La fuente de la vida (2006).
- Epic Movie (2007).
- Jumper (2008).
- Meet the Spartans (2008).
- Mirrors (2008).
- Shutter (2008).
- Guerra de novias (2009).
- Knight & Day (2010).
- Takers (2010).
- Big Mommas: Like Father, Like Son (2011).
- In Time (2011).
- The Darkest Hour (2011).
- Assassin's Creed (2016).